# Federal dels tepuis
El federal dels tepuis o merla del tepuis (Macroagelaius imthurni) és una espècie d'ocell de la família dels ictèrids (Icteridae) que habita la selva humida del sud de Veneçuela, Guyana i la zona propera del nord del Brasil.